# Domene lizeyui
Domene lizeyui (лат.) — вид пещерных жуков-стафилинид рода Domene из подсемейства Paederinae. Китай.

## Этимология
Видовой эпитет посвящён одному из собирателей типовых образцов, энтузиасту-энтомологу Цзе-Ю Ли (Mr Ze-Yu Li, Паньчжихуа, Китай).

## Описание
Коротконадкрылые троглобионтные жуки, крылья отсутствуют. Длина самцов 8,2—8,6 мм, длина самок 8,9—9,2 мм. Длина частей тела: переднеспинка 5,5 мм, голова 2,0 мм, глаз 0,1 мм, антенна 6,3 мм, переднеспинка 1,6 мм, надкрылья 1,2 мм, брюшко 3,0 мм; ширина: голова 1,4 мм, переднеспинка 1,0 мм, надкрылья 1,0 мм, брюшко 1,7 мм. Тело стройное, с довольно длинными и тонкими придатками, матовое. Тело почти полностью красновато-коричневое; голова с парными черноватыми парамедианными пятнами на уровне глаз; придатки с дистальными частями в разной степени светлее. Тело преимущественно покрыто коротким, лежачим, желтовато-коричневым опушением. Domene lizeyui живёт глубоко в тёмной зоне пещеры Taojindong и был найден либо под камнями, либо бродящим по скальным стенам. В той же пещере были найдены и другие троглобионты: рыба Claea sp. (Cypriniformes, Nemacheilidae), жужелицы Jujiroa duqianae Tian & He, 2023 и Paratachys sp. (Coleoptera, Carabidae), многоножка Epanerchodus sp. (Polydesmida, Polydesmidae) и двукрылые Chetoneura sp. (Diptera, Keroplatidae).

## Систематика
Вид был впервые описан в 2024 году по материалам из доломитовой пещеры Taojindong (Taojin Cave) в западном Китае (провинция Сычуань). Это первая находка троглобионтного представителя Paederinae из Китая, первая регистрация троглобионтного вида Domene и только третий пещерный вид Paederinae из восточной Азии. Domene lizeyui не имеет очевидных родственников с другими пещерными сородичами, поскольку обитает на противоположной стороне Евразии. Его легко отличить от сородичей из восточной Азии по довольно уникальному внешнему виду: всё тело депигментировано, ноги и усики довольно длинные и тонкие, глаза редуцированы, а крылья отсутствуют. Кроме того, его можно отличить от сородичей по сочетанию следующих признаков: лабрум глубоко выемчатый посередине переднего края и с парными субтреугольными парамедианными зубцами, брюшко укороченное (около половины длины переднего отдела тела), модифицированные волоски отсутствуют на всех тергитах и стернитах у самца, а вентральный отросток отсутствует на эдеагусе.

## Распространение
Китай, Сычуань, Лэшань, Hulu Town, Shiqianggou, Taojindong [=Taojin Cave] [四川省乐山市沙湾区葫芦镇石墙沟淘金洞], 29,2965°N, 103,6370°E, на высоте 513 м.